# کادیز (کالیفرنیا)
کادیز (به انگلیسی: Cadiz) یک منطقهٔ مسکونی در ایالات متحده آمریکا است که در شهرستان سن برناردینو، کالیفرنیا واقع شده‌است. کادیز ۲۴۱ متر بالاتر از سطح دریا واقع شده‌است.